# المتهم (فلم 1957)
المتهم هو فيلمٌ مصريٌ أُنتج عام 1957.

## قصة الفيلم
حسن خليفة (محمود إسماعيل) تاجر مخدرات. أدى به إدمانه القمار إلى الإفلاس، فطرده سيد (أنور زكي) مدير الصالة. إلاّ أن حسن خليفة يقنعه بسرقة خزينة شركة الأدوية التي يعمل فيها حسن ساعياً (فرّاشاً).
يقوم الدكتور فكري بهجت (محمود المليجي)، خبير الأدوية في الشركة، بمعاملة حسن خليفة بازدراء لدرجة أنه يحرض المدير على الخصم من مرتبه، لاعتقاده أن يسرق المواد الكيماوية. في المقابل فإن الدكتور فكري المدمن للقمار، يطلب سلفة ثالثة من المدير ليسدد ديونه، لكن المدير (زكي إبراهيم) يرفض.
يقوم حسن خليفة في نفس الليلة بإدخال سيد مدير صالة القمار إلى الشركة خلسة، وتُفتح خزنة الشركة بالأكسجين. لكن حسن يغدر بسيد بعد فتح الخزنة، ويقتله، ويشوه وجهه بالأكسجين، ويلبسه ملابسه، ويهرب. ثم يدخل الدكتور فكري لموقع الجريمة، ثم يراه الساعي الثاني للشركة (حسن البارودي) قرب الجثة، فيعتقد أنه قتل حسن خليفة الذي يعرف الجميع كراهيته له.
يُتهم الدكتور فكري بقتل حسن خليفة، ويترافع والده المحامي بهجت (حسين رياض)، لكن دون جدوى، إذ يُحكم بإعدامه.
يهرب الدكتور فكري من السجن، ثم يختبئ في المقهى الذي يملكه المعلم هنداوي (رياض القصبجي)، تاجر المخدرات الكفيف، ويتعرف الدكتور فكري على سونة (شريفة ماهر)، ابنة المعلم هنداوي الذي يستغلها لمجالسة الزبائن. تتعاطف سونة مع الدكتور فكري، وتكون حلقة الوصل بينه وبين أهله.
في المقابل، يرى الدكتور فكري غريمه حسن خليفة مع المعلم هنداوي متخفياً باسم زكي عامر، فيدرك أنه لم يمت، ومن ثم يسعى للإيقاع به لتبرئة نفسه.

## شخصيات الفيلم
- محمود المليجي في دور د. فكري بهجت.
- حسين رياض في دور المحامي بهجت، والد فكري.
- محمود إسماعيل في دور حسن خليفة\زكي عامر.
- شريفة ماهر في دور سونة.
- علوية جميل في دور أم د. فكري.
- عبد الرحيم الزرقاني في دور وكيل النيابة.
- زكي إبراهيم في دور مدير شركة الأدوية.
- أنور زكي في دور سيد، مدير صالة القمار.
- رياض القصبجي في دور المعلم هنداوي، والد سونة.
- حسن البارودي في دور الساعي الثاني لشركة الأدوية.
- إبراهيم حشمت في دور القاضي.

## وصلات خارجية
- مقالات تستعمل روابط فنية بلا صلة مع ويكي بيانات
- المتهم على الدهليز
- المتهم على كاروهات

## مصدر
1. ↑  أزواج في الحياة... أخوة على الشاشة نسخة محفوظة 12 فبراير 2022 على موقع واي باك مشين.
2. ↑    - محمود قاسم، موسوعة الأفلام الروائية في مصر والعالم العربي، الجزء الثاني، الهيئة المصرية العامة للكتاب، 2006، ص 457.